# Parlamentsvalget i Portugal 1874
Parlamentsvalget i Portugal 1874 blev afholdt den 12. juli 1874.

## Partier
- Regering:
  - Partido Regenerador
  - Avilistas
- Opposition:
  - Históricos
  - Reformistas

## Resultater
| Parti                                              | Stemmer | % | Mandater |
| -------------------------------------------------- | ------- | - | -------- |
| Partido Regenerador                                |         |   | 78       |
| Históricos                                         |         |   | 8        |
| Reformistas                                        |         |   | 8        |
| Constituintes                                      |         |   | 6        |
| Total                                              |         |   | 107      |
| Note: de 7 oversøiske MPer kun inkluderet i total. |         |   |          |
| Kilde:                                             |         |   |          |